# Paul d'Ivoi
Paul d'Ivoi, all'anagrafe Paul Charles Philippe Eric Deleutre (Parigi, 25 ottobre 1856 – Parigi, 6 settembre 1915), è stato uno scrittore e romanziere francese.

## Biografia
Paul Deleutre proviene da una famiglia di scrittori (il nonno Edouard e il padre Charles) che hanno usato sempre il soprannome "d'Ivoi".
Ha iniziato la sua carriera come giornalista per il Paris-Journal e per Le Figaro, collabora poi con il Journal des Voyages e per Le Petit Journal con lo pseudonimo "d'Ivoi". Scrive alcune commedie teatrali, in particolare Le mari de ma femme (1887), La pie au nid (1887) e Le tigre de la rue Tronchet (1888) e alcuni romanzi da feuilleton che non hanno molto successo.
Tra il 1894 e il 1914 pubblica i 21 volumi che compongono il ciclo dei Viaggi eccentrici (Voyages excentriques) sulla scia del successo ottenuto dai romanzi avventurosi del ciclo Viaggi straordinari (Voyages extraordinaires) di Jules Verne. Ha scritto inoltre dei racconti patriottici, in collaborazione con il colonnello Royet.
È sepolto al Cimitero dei Batignolles, a Parigi.

## Opere
- Le mari de ma femme, opera teatrale (1887)
- La pie au nid, opera teatrale (1887)
- Le tigre de la rue Tronchet, opera teatrale (1888)
- Le capitaine Jean
- La femme au diadème rouge
- Olympia et Cie
- Les Cinq Sous de Lavarède (1894), in collaborazione con Henri Chabrillat
- Le Sergent Simplet (1895)
- Cousin de Lavarède (1895), ripubblicato con il titolo Le diamant d'Osiris
- Jean Fanfare (1897)
- Corsaire Triplex (1898)
- Le Capitaine Nilia (1898)
- Le Docteur Mystère (1899)
- Cigale en Chine (1901)
- Massiliague de Marseille (1902)
- Les Semeurs de Glace (1903)
- Les briseurs d'épée (1903-1905), con il colonnello Royet
- Le Serment de Daalia (1904)
- Les cinquante. 1815 (1904), con lo pseudonimo di Paul Éric
- L'île d'Elbe et Waterloo (1904), con lo pseudonimo di Paul Éric
- Millionnaire malgré lui (1905)
- La Patrie en danger, histoire de la guerre future (1906), con il colonnello Royet
- Le capitaine Matraque (1906), con il colonnello Royet
- L'espion d'Alsace (1906), con il colonnello Royet
- Miss Mousqueterr (1907)
- Le Maître du Drapeau Bleu (1907)
- Judd Allan (Roi des «Lads») (1909)
- La Course au Radium (1910)
- L'aéroplane fantôme (1910)
- Le message du Mikado (1912)
- Les voleurs de foudre (1912)
- Match de milliardaires (1913-14), pubblicato per la prima volta con il titolo L'évadé malgré lui
- Le roi des espions conosciuta anche come L'espion X.323
  - L'homme sans visage, Ed. Méricant, Le Roman d'Aventure nº1, 1908.
  - Le canon du sommeil, Ed. Méricant, Le Roman d'Aventure nº5, 1908.
  - Le puits du Maure, Ed. Méricant, Les Récits Mystérieux nº6, 1912.
  - L'obus de cristal, Ed. Méricant, Les Récits Mystérieux nº7, 1912.
  - Du sang sur le Nil, Ed. Méricant, Les Récits Mystérieux nº8, 1912.
  - Les dix yeux d'or, in Le Journal des Voyages, 1910 - 1911, 1911.
- Les dompteurs de l'or (1914)

## In Italia
In Italia sono stati pubblicati tre dei suoi romanzi  nel 1919, in occasione della traduzione in italiano della collana Les Récits Mystérieux con il titolo I Racconti Misteriosi da parte della Sonzogno:
- Il pozzo del Moro, traduzione di Le Puits du Maure
- L'obice di cristallo, traduzione di L'Obus de cristal
- Il Nilo insanguinato, traduzione di Du sang sur le Nil

## Nella cultura di massa
Nella serie a fumetti Martin Mystère si immagina che i protagonisti dei romanzi Le docteur Mystère e Cigale en Chine siano esistiti veramente ed abbiano ispirato le opere di Deleutre.